# Małgorzata Kidawa-Błońska
Małgorzata Maria Kidawa-Błońska z domu Grabska (ur. 5 maja 1957 w Warszawie) – polska polityk i producentka filmowa, z wykształcenia socjolog. Marszałek Sejmu VII kadencji (2015), marszałek Senatu XI kadencji (od 2023).
Posłanka na Sejm V, VI, VII, VIII i IX kadencji (2005–2023), senator XI kadencji (od 2023). W latach 2014–2015 sekretarz stanu w Kancelarii Prezesa Rady Ministrów, rzecznik prasowy drugiego rządu Donalda Tuska (2014) oraz rządu Ewy Kopacz (2015), w latach 2015–2023 wicemarszałek Sejmu VIII i IX kadencji. Kandydatka na urząd prezydenta RP w pierwszych wyborach w 2020.

## Życiorys

### Młodość, wykształcenie i działalność zawodowa
Urodziła się w Warszawie jako córka profesora Macieja Władysława Grabskiego (zm. 2016) i jego żony Heleny Grabskiej z domu Nowakowskiej (zm. 2009). Jest wnuczką Władysława Jana Grabskiego i Zofii Wojciechowskiej, a także prawnuczką prezydenta RP Stanisława Wojciechowskiego i Marii Wojciechowskiej oraz premiera Władysława Grabskiego i Katarzyny Grabskiej z domu Lewandowskiej.
Maturę zdała w IX LO im. Klementyny Hoffmanowej w Warszawie. W 1983 ukończyła studia socjologiczne na Wydziale Filozofii i Socjologii Uniwersytetu Warszawskiego. W drugiej połowie lat 80. pracowała w dziale literackim Studia Filmowego im. Karola Irzykowskiego. Od 1994 do 2005 była producentką filmową w przedsiębiorstwie Gambit Production, kierowanej przez jej męża Jana Kidawę-Błońskiego.

### Działalność polityczna
Po raz pierwszy kandydowała w wyborach jako bezpartyjna z listy Unii Wolności. W 2001 dołączyła do Platformy Obywatelskiej, ubiegała się z jej ramienia w tymże roku o mandat poselski. W latach 2006–2013 kierowała warszawskimi strukturami PO.
Z listy PO w 2002 została wybrana na radną Rady m.st. Warszawy, a w 2005 na posłankę V kadencji w okręgu warszawskim. W wyborach parlamentarnych w 2007 po raz drugi uzyskała mandat poselski, otrzymawszy 13 057 głosów. W wyborach w 2011 z powodzeniem ubiegała się o reelekcję z 2. miejsca na stołecznej liście PO z wynikiem 45 027 głosów. 7 stycznia 2014 została powołana na rzecznika prasowego rządu Donalda Tuska i sekretarza stanu w Kancelarii Prezesa Rady Ministrów. 23 września 2014 zakończyła urzędowanie na stanowisku rzecznika prasowego rządu.
3 lutego 2015 została ponownie rzecznikiem prasowym rządu w gabinecie Ewy Kopacz. Pełnienie tej funkcji zakończyła 25 czerwca 2015, kiedy to została ogłoszona kandydatką rządzącej koalicji na stanowisko marszałka Sejmu w miejsce Radosława Sikorskiego, który zrezygnował z tej funkcji dwa dni wcześniej. Tego samego dnia została wybrana na ten urząd, otrzymując 244 głosy. Jej kontrkandydatem był wicemarszałek Jerzy Wenderlich z SLD. 30 czerwca 2015 prezydent RP Bronisław Komorowski powołał ją w skład Rady Bezpieczeństwa Narodowego.
W wyborach w 2015 z powodzeniem ubiegała się o poselską reelekcję jako liderka listy wyborczej PO w okręgu podwarszawskim (dostała 80 866 głosów). Na pierwszym posiedzeniu Sejmu VIII kadencji 12 listopada 2015 została wybrana na wicemarszałka Sejmu. W Sejmie VIII kadencji została członkinią Komisji Kultury i Środków Przekazu. 9 sierpnia 2019, po uprzedniej dymisji Marka Kuchcińskiego, została zgłoszona jako kandydatka na marszałka Sejmu przez klub parlamentarny Platforma Obywatelska – Koalicja Obywatelska. Otrzymała 135 głosów, przegrywając z kandydatką Prawa i Sprawiedliwości Elżbietą Witek, za którą opowiedziało się 245 posłów.
3 września 2019 została wysunięta przez Koalicję Obywatelską na kandydata na premiera po ewentualnym zwycięstwie tego ugrupowania w wyborach parlamentarnych 13 października 2019. W wyborach tych uzyskała najlepszy indywidualny wynik w kraju, startując z pierwszego miejsca na liście Koalicji Obywatelskiej w okręgu warszawskim i zdobywając 416 030 głosów. 12 listopada 2019 została wybrana na wicemarszałka Sejmu IX kadencji. W listopadzie 2019 zgłosiła swoją kandydaturę w prawyborach prezydenckich organizowanych przez PO (obok Jacka Jaśkowiaka); nominację na kandydatkę PO w wyborach prezydenckich w 2020 uzyskała w grudniu 2019. 29 marca 2020, w związku z trwającą pandemią COVID-19 w Polsce i brakiem przesunięcia terminu wyborów, ogłosiła zawieszenie swojej kampanii oraz wezwała do bojkotu głosowania zaplanowanego na 10 maja. Pod koniec marca 2020 Państwowa Komisja Wyborcza zarejestrowała jej kandydaturę w wyborach. Ostatecznie wyznaczone na 10 maja 2020 głosowanie się nie odbyło. 15 maja 2020 ogłosiła swoją rezygnację z ubiegania się o urząd prezydenta RP.
W grudniu 2021 została wiceprzewodniczącą Platformy Obywatelskiej. W 2023 została kandydatką KO do Senatu w okręgu nr 43. Uzyskała mandat senatora XI kadencji, otrzymując 231 122 głosy. 10 listopada 2023 została ogłoszona kandydatką na marszałka Senatu z poparciem KO, Polski 2050, PSL i Nowej Lewicy. 13 listopada na pierwszym posiedzeniu Senatu XI kadencji została wybrana na ten urząd, otrzymując 66 głosów (zgłoszonego przez PiS Marka Pęka poparło 33 senatorów).

## Odznaczenia
- Order Księżnej Olgi III klasy – Ukraina, 2025[29][30]

## Wyniki wyborcze
| Wybory | Komitet wyborczy    | Komitet wyborczy      | Organ            | Okręg            | Wynik            |
| ------ | ------------------- | --------------------- | ---------------- | ---------------- | ---------------- |
| 2001   |                     | Platforma Obywatelska | Sejm IV kadencji | nr 19            | 1339 (0,18%)     |
| 2002   | Rada m.st. Warszawy | Platforma Obywatelska | nr 10            | 3075 (7,06%)     |                  |
| 2005   | Sejm V kadencji     | Platforma Obywatelska | nr 19            | 4615 (0,61%)     |                  |
| 2007   | Sejm VI kadencji    | Platforma Obywatelska | nr 19            | 13 057 (1,14%)   |                  |
| 2011   | Sejm VII kadencji   | Platforma Obywatelska | nr 19            | 45 027 (4,42%)   |                  |
| 2015   | Sejm VIII kadencji  | Platforma Obywatelska | nr 20            | 80 866 (16,48%)  |                  |
| 2019   |                     | Koalicja Obywatelska  | Sejm IX kadencji | nr 19            | 416 030 (30,11%) |
| 2023   | Senat XI kadencji   | Koalicja Obywatelska  | nr 43            | 231 122 (74,70%) |                  |

## Życie prywatne
Żona reżysera filmowego Jana Kidawy-Błońskiego, z którym ma syna Jana. Zamieszkała na osiedlu Gołąbki w Ursusie.